# Oreopanax lechleri
Oreopanax lechleri är en araliaväxtart som beskrevs av Berthold Carl Seemann. Oreopanax lechleri ingår i släktet Oreopanax och familjen Araliaceae. Inga underarter finns listade.